# Flora Europaea
Flora Europaea è un'enciclopedia in 5 volumi delle piante, pubblicata tra il 1964 e il 1993 dalla Cambridge University Press. 
Lo scopo dell'opera è la descrizione di tutte le specie floreali di ciascuno singolo Stato europeo in un'unica, autorevole pubblicazione, al fine di aiutare i lettori nell'identificazione di ogni pianta, da quelle selvatiche a quelle più ampiamente coltivate in Europa, fino al livello di sottospecie.
L'opera fornisce anche informazioni relativamente alla distribuzione geografica, alle preferenze di habitat e al numero di cromosomi, quando sono noti.
Nel 2001, essa è stata pubblicata anche su CD e il Royal Botanic Garden Edinburgh ha realizzato un indice disponibile online dei nomi delle piante.

## Storia
L'idea di un'enciclopedia della flora europea fu discussa per la prima volta all'VIII International Congress of Botany di Parigi nel 1954.
Nel 1957, lo Science and Engineering Research Council britannico stanziò fondi per finanziare un comitato di tre esperti per la redazione dell'opera e il I volume fu pubblicato nel 1964.
Altri volumi furono pubblicati negli anni successivi, fino al 1980 quando fu pubblicato il V volume dedicato alle monocotiledoni.
Le royalties derivanti dalla vendita dell'opera furono versato in un fondo fiduciario, amministrato dalla Linnean Society, che permise il finanziamento del Dott. John Akeroyd nella prosecuzione del progetto.
Una revisione del I volume fu presentata presso la Linnean Society l'11 marzo 1993.

## Volumi

### I Volume: da Lycopodiaceae a Platanaceae
Pubblicato nel 1964

### II Volume: da Rosaceae a Umbelliferae
ISBN 0-521-06662-X
ISBN 978-0-521-06662-4
Pubblicato: 1º dicembre 1968 (486 pagg.)

### III Volume: da Diapensiaceae a Myoporaceae
ISBN 0-521-08489-X
ISBN 978-0-521-08489-5
Pubblicato: 28 dicembre 1972 (399 pagg.)

### IV Volume: da Plantaginaceae a Compositae (e Rubiaceae)
ISBN 0-521-08717-1
ISBN 978-0-521-08717-9
Pubblicato: 5 agosto 1976 (534 pagg.)

### V Volume: da Alismataceae a Orchidaceae
ISBN 0-521-20108-X
ISBN 978-0-521-20108-7
Pubblicato: 3 aprile 1980 (476 pagg.)

### I Volume (rivisto): da Lycopodiaceae a Platanaceae
ISBN 0-521-41007-X
ISBN 978-0-521-41007-6
Pubblicato: 22 aprile 1993 (629 pagg.)

### Insieme dei 5 volumi + CD
ISBN 0-521-80570-8
ISBN 978-0-521-80570-4
Pubblicato: 6 dicembre 2001 (2392 pagg.)

## Curatori
Per ciascun volume i curatori citati sono stati i seguenti:
Tom Tutin (1908–1987) – Professore di Botanica all'Università di Leicester
Vernon Heywood (nato nel 1927) – Scienziato capo di Conservazione delle piante, IUCN e professore emerito all'Università di Reading
Alan Burges (1911–2002) – Professore di Botanica all'Università di Liverpool
David Valentine (1912–1987) – Professore di botanica all'Università di Durham fino al 1966, quindi all'Università di Manchester
Per l'edizione rivista del I volume, è stato curatore solamente:
David Moore – Professore emerito all'Università di Reading
Per l'edizione completa con CD, sono stati curatori:
Max Walters (1920–2005) – Direttore del Cambridge University Botanic Garden
David Webb (1912–1994) – Professore di Botanica presso il Trinity College di Dublino

## Consulenti regionali
Fu formato anche un gruppo di consulenti regionali, al fine di assicurare una copertura completa dell'Europa intera.
Parecchi consulenti erano anche autori nelle loro rispettive specializzazioni tassonomiche.
Per ciascun paese i rappresentanti furono i seguenti:
| - Albania - F. Markgraf - Austria - E. Janchen, K. H. Rechinger - Belgio - A. Lawalrée - Bulgaria - N. Stojanov - Cecoslovacchia - J. Dostál - Danimarca - T. W. Bōcher - Finlandia - J. Jalas - Francia - H. Gaussen, P. Jovet | - Germania - H. Merxmüller, W. Rothmaler - Grecia - K. H. Rechinger - Islanda - I. Óskarsson - Italia - R. E. G. Pichi-Sermolli - Jugoslavia - E. Mayer - Paesi Bassi - S. J. Van Ooststroom - Norvegia - R. Nordhagen - Polonia - B. Pawlowski | - Portogallo - A. R. Pinto Da Silva - Romania - A. Borza, E. I. Nyárády - Spagna - E. Guinea, Oriol de Bolòs - Svezia - N. Hylander - Svizzera - E. Landolt - Turchia - P. H. Davis - Ungheria - R. Soó, S. Jávorka - U.R.S.S. - B. K. Schischkin, Andrey A. Fedorov |

## Codici geografici
La distribuzione geografica è indicata da una serie di codici a 2 lettere.
| Codice a 2 lettere | Regione geografica |
| ------------------ | --- |
| Al                 | Albania |
| Au                 | Austria con Liechtenstein |
| Az                 | Açores (Azzorre) |
| Be                 | Belgio |
| Bl                 | Islas Baleares (Isole Baleari) |
| Br                 | Gran Bretagna, incluse le isole Orcadi, le isole Shetland e l'Isola di Man; escluse le Channel Islands e l'Irlanda del Nord         |
| Bu                 | Bulgaria |
| Co                 | Corse (Corsica) |
| Cr                 | Kriti (Creta) (Creta) con Karpathos, Kasos e Gavdos                                                                                 |
| Cz                 | Czechoslovakia (Repubblica Ceca e Repubblica Slovacca)                                                                              |
| Da                 | Danimarca |
| Fa                 | Færöer (Isole Fær Øer) |
| Fe                 | Finlandia (Fennia), inclusa Ahvenanmaa (Isole Åland)                                                                                |
| Ga                 | Francia (Gallia), con le Channel Islands (Îles Normandes) e Monaco; esclusa la Corse (Corsica)                                      |
| Ge                 | Germania |
| Gr                 | Grecia, escluse le isole riportate sotto Kriti (Creta) (vide supra) e quelle esterne all'Europe come definite per la Flora Europaea |
| Hb                 | Irlanda (Hibernia); sia la Repubblica d'Irlanda sia l'Irlanda del Nord                                                              |
| He                 | Svizzera (Helvetia) |
| Ho                 | Paesi Bassi (Hollandia) |
| Hs                 | Spagna (Hispania) con Gibilterra e Andorra; escluse le Islas Baleares (isole Baleari)                                               |
| Hu                 | Ungheria |
| Is                 | Islanda (Islandia) |
| It                 | Italia, incluso l'Arcipelago Toscano; escluse Sardegna e Sicilia                                                                    |
| Ju                 | Jugoslavia |
| Lu                 | Portogallo (Lusitania) |
| No                 | Norvegia |
| Po                 | Polonia |
| Rm                 | Romania |
| Rs                 | Territori dell'ex U.R.S.S. |
| Rs(N)              | Divisione Settentrionale: Europa artica, Karelia-Lapponia, Dvina-Pecora                                                             |
| Rs(B)              | Divisione Baltica: Estonia, Lettonia, Lituania, Oblast' di Kaliningrad                                                              |
| Rs(C)              | Divisione Centrale: Ladoga-Ilmen, Volga superiore, Volga-Kama, Dnepr superiore, Volga-Don, Urali                                    |
| Rs(W)              | Divisione Sudoccidentale: Moldavia, medio Dnepr, Mar Nero, Dnestr superiore                                                         |
| Rs(K)              | Krym (Crimea) |
| Rs(E)              | Divisione Sudorientale: Don inferiore, Volga inferiore, Transvolga                                                                  |
| Sa                 | Sardegna (Sardinia) |
| Sb                 | Svalbard, comprese Spitsbergen, Björnöya e Jan Mayen                                                                                |
| Si                 | Sicilia, con Pantelleria, Isole Pelagie, Isole Lipari e Ustica; incluso anche l'arcipelago di Malta                                 |
| Su                 | Svezia (Suecia), incluse Öland e Gotland                                                                                            |
| Tu                 | Turchia (parte europea), inclusa Gökçeada (Imroz)                                                                                   |